# Vulkanobservatorium

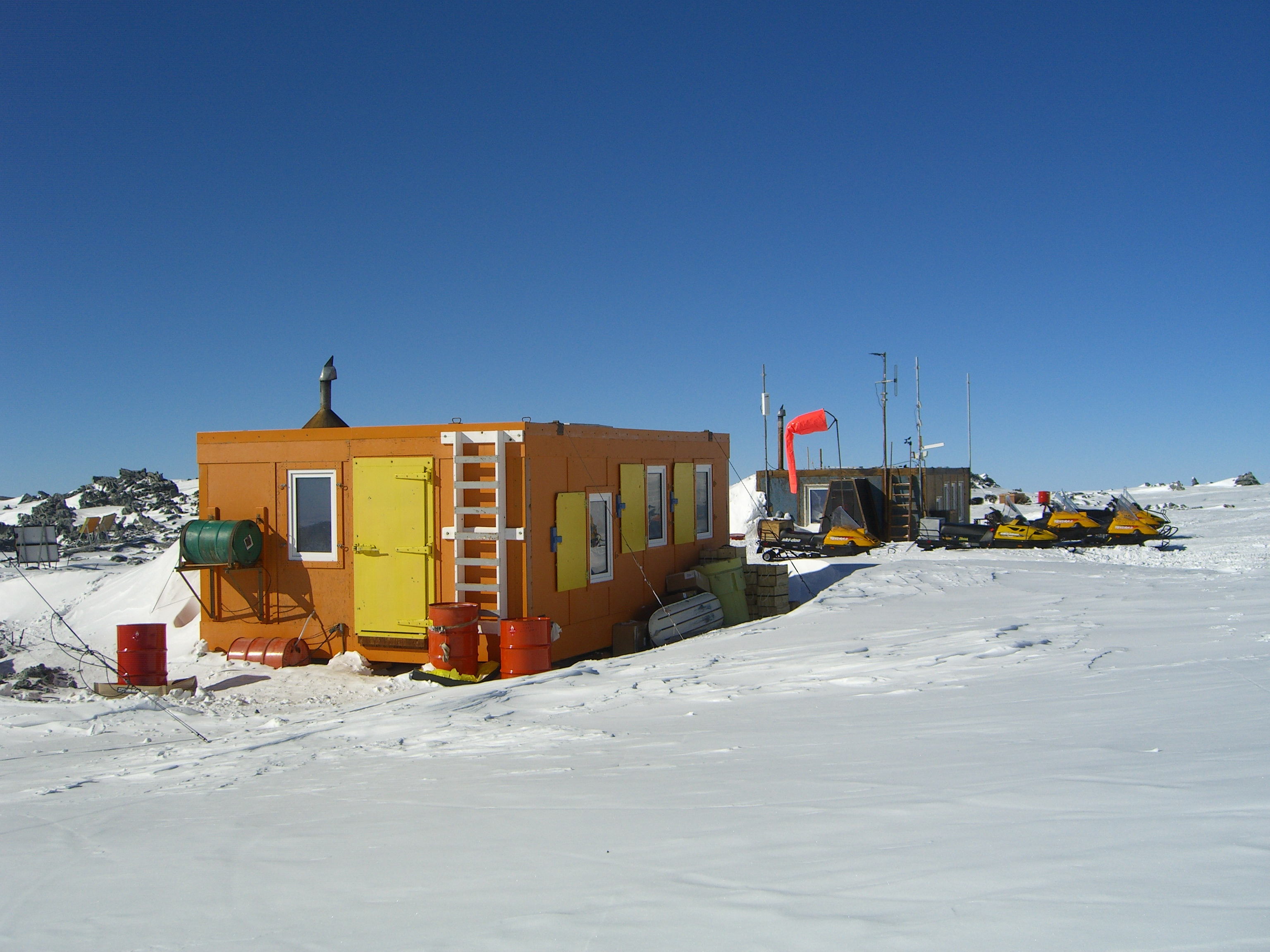
Station, die das Vulkanobservatorium für den Mount Erebus beherbergt

Ein Vulkanobservatorium ist im Regelfall eine staatliche Einrichtung zur Beobachtung und Erforschung aktiver vulkanischer Phänomene. Zu den Hauptaufgaben zählen die Erfassung, Katalogisierung und Auswertung von Beobachtungsdaten („Monitoring“-Daten), die Erstellung von Gefährdungs- und Risikoanalysen und -Karten, die Beratung entscheidungstragender Stellen (Zivilschutz, Katastropheneinsatzkräfte etc.), die Öffentlichkeitsarbeit, sowie wissenschaftliche Analysen und Publikationen. Dieser Aufgabenkatalog hat regional und national oft eine unterschiedliche Prioritätensortierung.

## Beispiele für Vulkanobservatorien
Das älteste Vulkanobservatorium ist das 1854 gegründete Osservatorio Vesuviano in Neapel (Italien). Katastrophale Vulkanausbrüche haben historisch immer einen hohen Stellenwert zur Gründung neuer Observatorien gehabt: der Ausbruch des Pelé auf der Karibikinsel Martinique führte zur Gründung des weltweit zweiten Vulkanobservatoriums, dem Observatoire Volcanologique de la Montagne Pelée (heutiger Name) durch Frank Perret, Albert Brun und Alfred Lacroix, und trug in langer Hinsicht zur Gründung des „Hawaiian Volcano Observatory“ durch Thomas Jaggar, Jr. bei – alle vier Vulkanologen waren unter den ersten, stark beeindruckten wissenschaftlichen Besuchern des Pelé nach dem Ausbruch. Der Ausbruch des Vulkans St. Helens im US-Bundesstaat Washington 1881 führte zur Gründung des „Cascades Volcano Observatory“ (CVO). Die drei Observatorien mit den meisten Vulkanen in ihrer „Patientenkartei“ sind das „Alaskan Volcano Observatory“ (AVO, USA), das „Southern Andes Volcano Observatory“ (OVDAS, Chile), und die „Seismic Research Unit“ (SRU, Trinidad und Tobago, Westindischen Inseln). In Island ist das Meteorologische Institut von Island zuständig für die Vulkanüberwachung in enger Zusammenarbeit mit dem Geologischen Institut der Universität Island.

## Methoden der Vulkanüberwachung und -beobachtung
Einige wichtige Instrumente der Vulkanbeobachtung sind Seismographen, Tiltmeter, GPS, Radarinterferometrie, Temperaturmessungen, Gaschemische Analysen, Bohrlochmessungen sowie Geologische Feldbeobachtung.
Vulkanbeobachtung ist im digitalen Zeitalter zum Teil auch aus der Ferne möglich, sowohl durch satellitengestützte Fernerkundung und drahtlose Datenfernübertragung von Messinstrumenten, als auch durch internationales Datenaustausch (z. B. das GEOWARN Projekt der Europäischen Union). Dies führt allerdings nicht zu einer Kostensenkung, sondern zu mehr Effizienz im Katastrophenfall. Internationale Bemühungen sind im Gange, einen schnellen und harmonisierten staatenübergreifenden Datenaustausch zu ermöglichen.

### Einzelne Vulkanobservatorien
- USGS Hawaiian Volcano Observatory
- Osservatorio Vesuviano
- Observatoire Volcanologique de la Montagne Pelée
- Meteorologisches Institut von Island, IMO
- Geographisches Institut Spanien: Serie El Hierro. Überwachung des Hierro, Kanaren

### Überwachung italienischer Vulkane
- Überwachung des Ätna und der Äolischen Inseln, italienisch
- Überwachung der italienischen Vulkane allg., italienisch